# Metopidiothrix visca
Metopidiothrix visca är en mångfotingart som beskrevs av Shear 2002. Metopidiothrix visca ingår i släktet Metopidiothrix och familjen Metopidiotrichidae. Inga underarter finns listade i Catalogue of Life.